# Липовий Гай (місцевість)
Липовий Гай — місцевість міста Харкова. Розвиток район отримав у ХХ столітті. Розташований на південний захід від центра міста, у Новобаварському адміністративному районі.
На сході Липовий гай межує з Пилипівкою, на заході з Новою Баварією та Лідним, на півдні від місцевості розташовані сади.
Місцевість забудована переважно приватними одноповерховими будинками.

## Історія
Липовий Гай не фігурує на мапах ХІХ століття на відміну від сусідніх Нової Баварії, Лідного, Пилипівки.
Як садова дільниця з’явився наприкінці ХІХ століття. Первинно місцевість мала назву «у бора дубки», але дачникам така назва сталася не до вподоби. Місцевість перейменували у «Липовий гай», хоч липових посадок тут не було ніколи.
У 1906 році фігурує товариство з улаштування та благоустрою селища Липовий Гай.
У 1914 році з’явилася залізнична зупинка Липовий Гай. У тому же році освячено новий Вознесенський Храм.
У 1923 - 1925 роках Олександр Семенович Федоровський вів розкопки курганів скіфської доби, зокрема і у Липовому Гаю. Федоровський розкопав декілька курганів на відстані 1 кілометра на захід від селища. Могильник та документи з результатами розкопок не дійшли до нашого часу .

## Інфраструктура

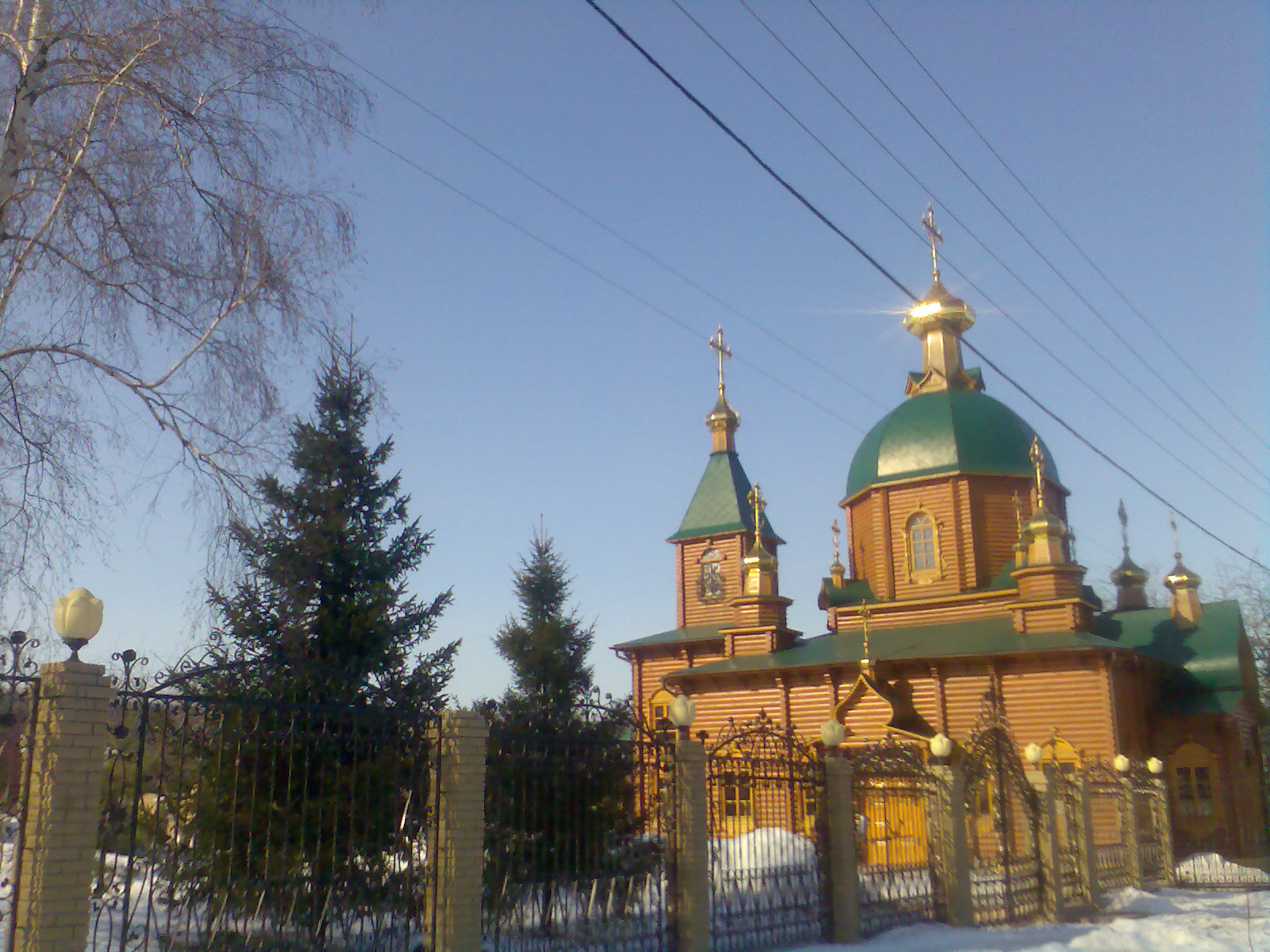
Свято-Вознесенський храм

### Освіта і наука
- Загальноосвітня школа І-ІІІ ступенів №76 (вул. Герцена, 76)
- Загальноосвітня школа №137 (вул. Конотопська, 48)

### Промисловість
- ТОВ «Призма Електрик» (вул. Кибальчича, 18)
- Комунальний заклад «ДНЗ №231»
- Науково технічний центр

### Лікарні
- Обласна туберкульозна лікарня №1 (Новобаварський проспект, 2)

### Пошта
«Укрпошта», відділення №71 (вул. Кибальчича, 20)

### Транспорт
- Маршрутне таксі №237е та автобус №273: Ст.м.Холодна гора - Липовий гай

### Релігія
- Вознесенський Храм

### Дозвілля
На вулиці Кибальчича розтошовується парк, який закінчується берегом річки Уди.

## Галерея

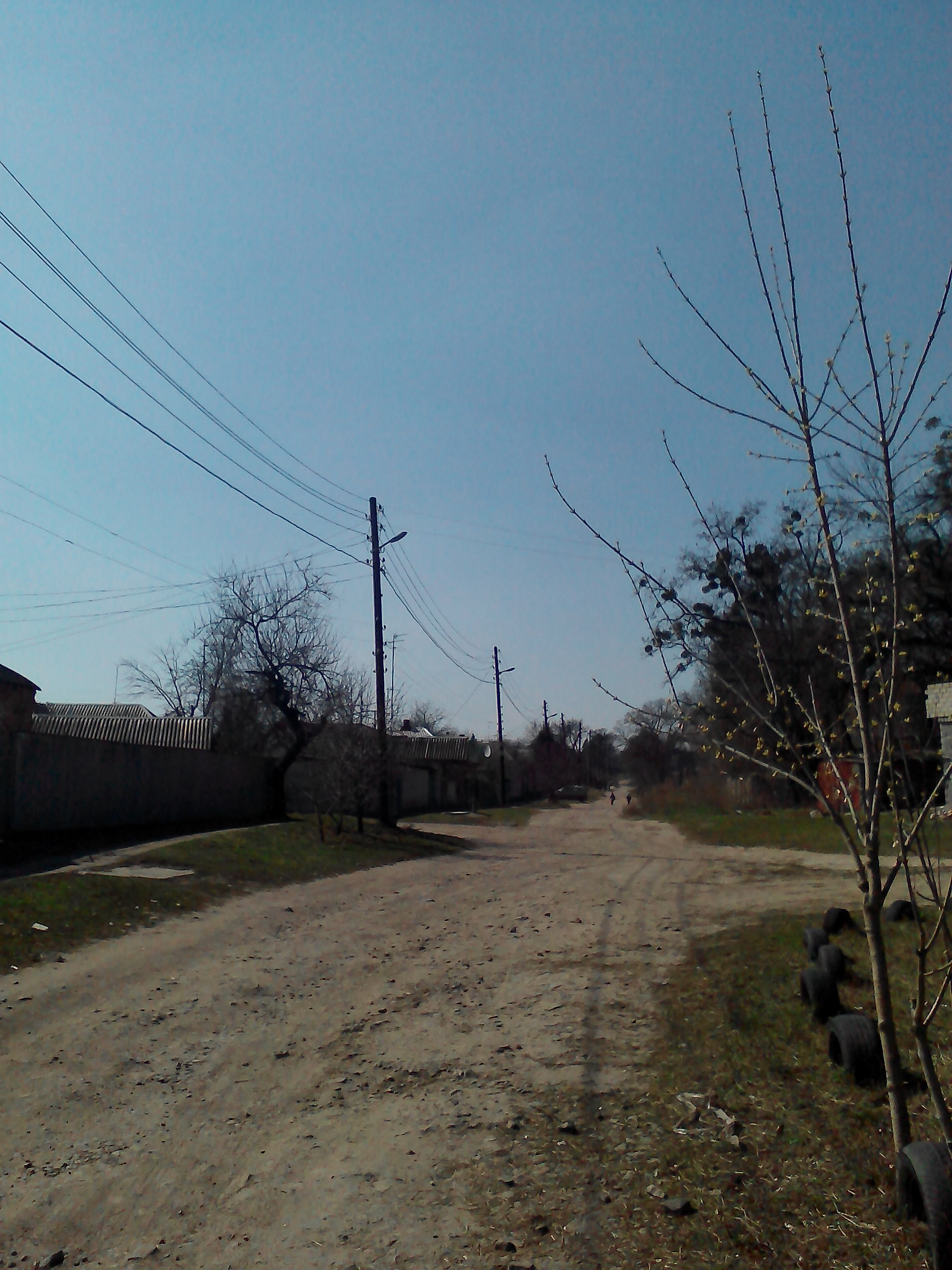
Вулиця Московська
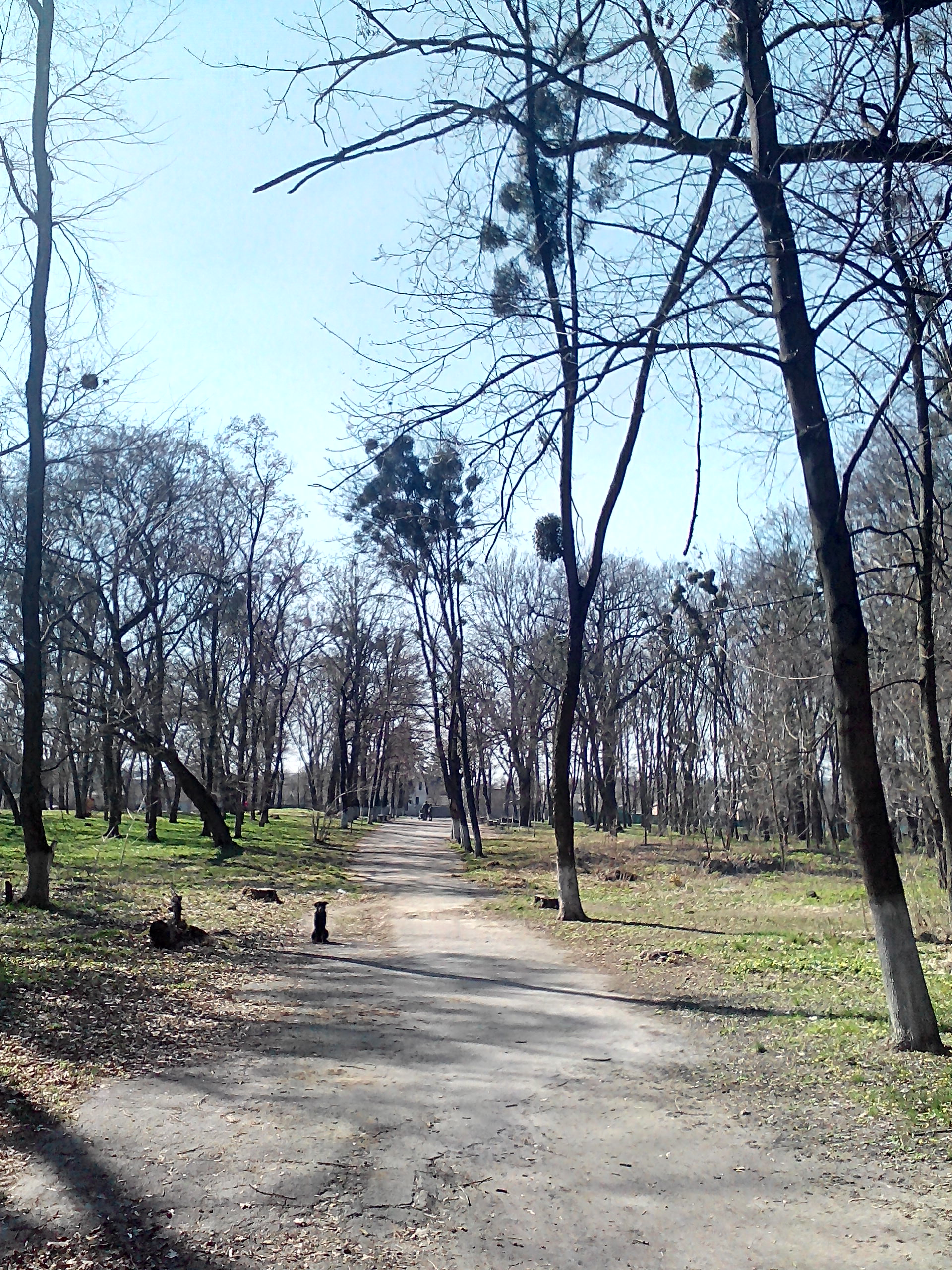
Парк
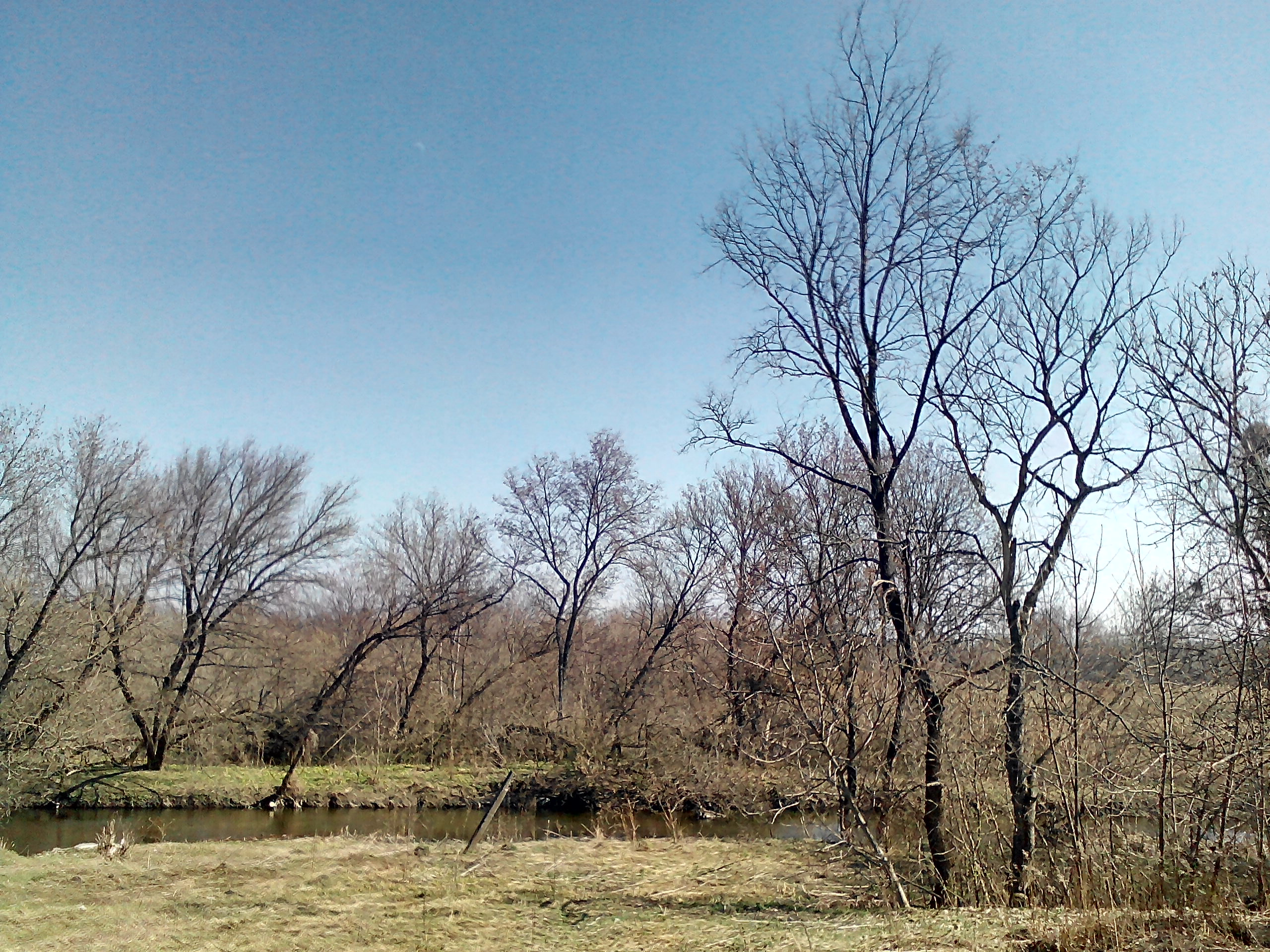
Вид  на річку Уди з парку
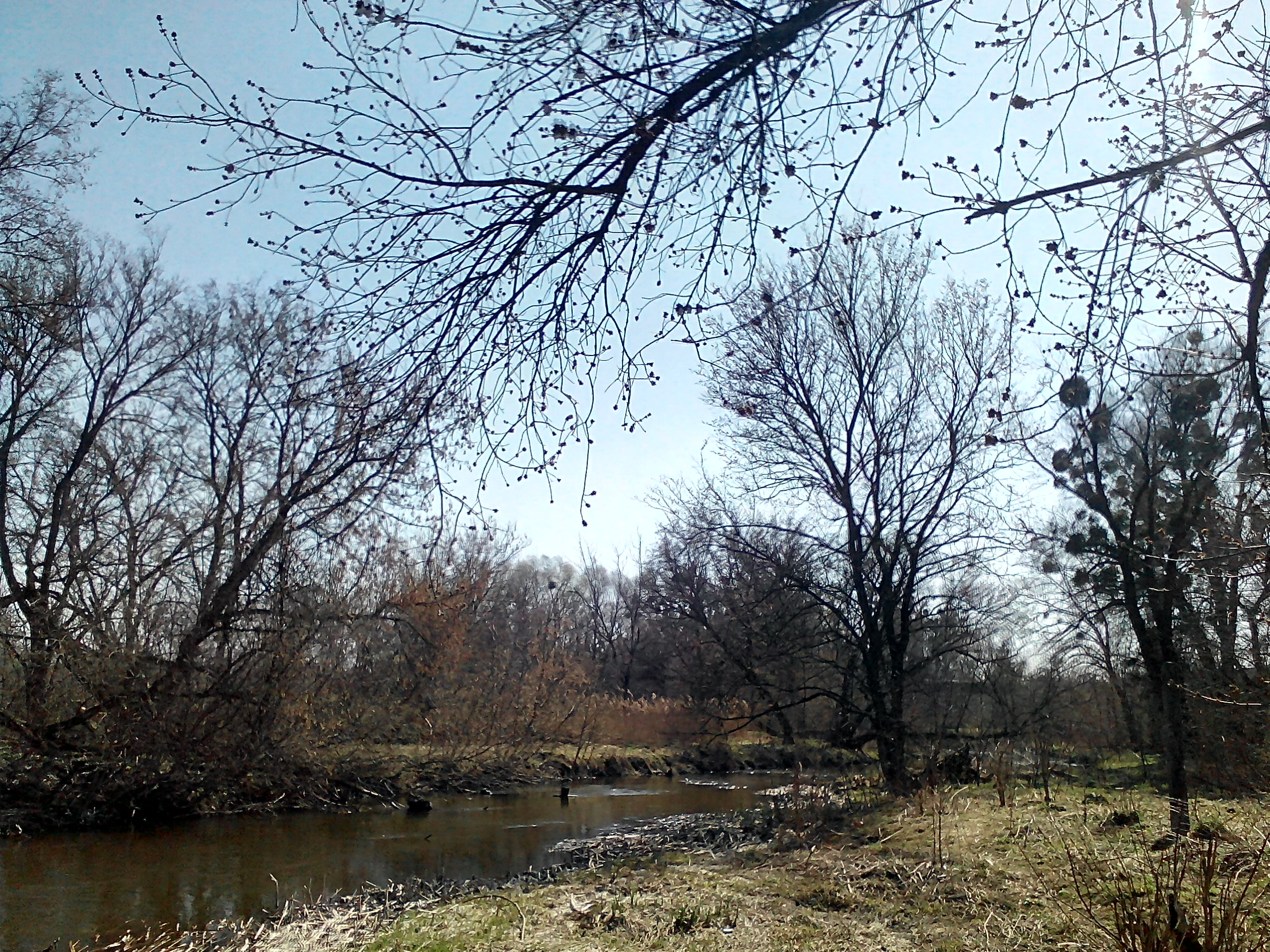
Річка Уди в районі Липового Гаю та Пилипівки
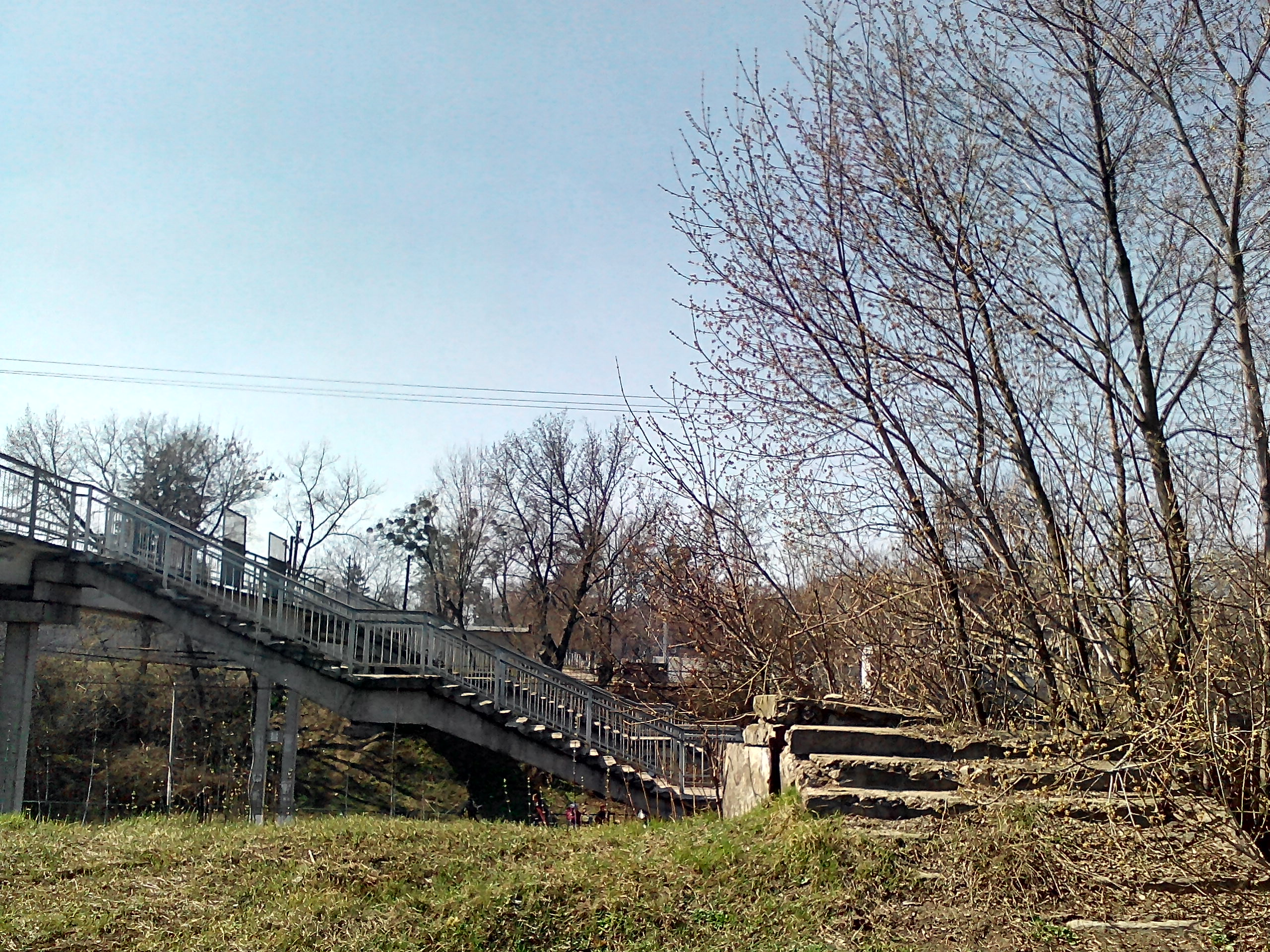
Залізничний міст біля станції, а також залишки колишнього моста